# Markocice
Markocice (do 1945 niem. Markersdorf) – część Bogatyni, do 1945 r. wieś w Polsce położona w województwie dolnośląskim, w powiecie zgorzeleckim, w gminie Bogatynia.
Markocice to dawna wieś łańcuchowa o długości około 1,5 km, a obecnie południowo-wschodnia cześć Bogatyni leżąca na Pogórzu Izerskim, w Kotlinie Turoszowskiej, na wysokości około 250–310 m n.p.m.
W miejscowości była stacja kolejowa Markocice.

## Podział administracyjny
W latach 1975–1998 miejscowość administracyjnie należała do województwa jeleniogórskiego.

## Zabytki
Jeden z największych na Pogórzu Izerskim zespołów łużyckich domów murowanych, szachulcowych i drewnianych o konstrukcji przysłupowej z XVIII i XIX wieku; wznoszą się przeważnie przy ulicy Dąbrowskiego, Głównej i Nadrzecznej.
Do wojewódzkiego rejestru zabytków wpisane są:
- pałac
- zabudowa dawnej wsi Markocice:
  - domy, ul. Dąbrowskiego 1, 7, 8, 13, 14, 15, 17, 18, drewniane
  - domy, ul. Główna 3, 4, 7, 8, 11, 12, 17, 23, 24, 25, 27, 33, 35, 37, 41, 50, 53, 54, 58, 66, drewniane
  - domy, ul. Nadrzeczna 4, 6, 9, 14, 15, 16, 20, 30, 36, drewniane

Inne zabytki:
- dawny dom ludowy "Sztacheta" – obecnie Multifunkcjonalne Centrum Trójstyku w Markocicach.